# Papaipema menickata
Papaipema menickata là một loài bướm đêm trong họ Noctuidae.